# ГЕС Рампур
ГЕС Рампур — гідроелектростанція на півночі Індії у штаті Гімачал-Прадеш. Знаходячись між ГЕС Nathpa jhakri (вище по течії) та ГЕС Колдам, входить до складу каскаду на Сатледжі, найбільшій лівій притоці Інду.
ГЕС Рампур не має власних водозабірних споруд та розрахована виключно на використання ресурсу, відпрацьованого попередньою станцією каскаду. Відвідний тунель останньої (введеної в експлуатацію на десяток років раніше) з'єднали з підвідним тунелем станції Рампур, який одразу проходить під руслом Сатледжу та далі прямує у правобережному гірському масиві. Ця дериваційна траса має довжину 15,2 км та діаметр 10,5 метра, а на завершенні сполучена з трьома напірними водоводами діаметром по 5,4 метра, кожен з яких розгалужується на два діаметрами по 3,8 метра. В системі також працює вирівнювальний резервуар заввишки 140 метрів з діаметром 38 метрів.
Наземний машинний зал обладнали шістьома турбінами типу Френсіс потужністю по 68,7 МВт, які використовують чистий напір у 119 метрів та забезпечують виробництво 1771 млн кВт-год електроенергії на рік.
Відпрацьована вода повертається у річку по короткому (менше за сотню метрів) відвідному тунелю з діаметром 10,5 метра.
Видача продукції відбувається по ЛЕП, розрахованій на роботу під напругою 400 кВ.